# Brohl-Lützing
Brohl-Lützing är en kommun och ort i Landkreis Ahrweiler i förbundslandet Rheinland-Pfalz i Tyskland.
Kommunen ingår i kommunalförbundet Verbandsgemeinde Bad Breisig tillsammans med ytterligare tre kommuner.